# Million Wolde
Million Wolde (Adis-Abeba, 17 de março de 1979) é um atleta etíope, campeão olímpico em Sydney 2000.
Em começo de carreira, ainda como juvenil, ele competiu aos dezessete anos no mundial de juniores, conquistando o sexto lugar nos 3.000 m c/ obstáculos, conseguindo destaque em provas posteriores da mesma categoria, no ano seguinte.
Sua carreira internacional tornou-se mais sólida ao conquistar a medalha de bronze nos 3.000 m do Mundial Junior de Maebashi, no Japão, em 1999 e com o oitavo lugar na final dos 5.000 m do Campeonato Mundial de Atletismo em Sevilha, no fim do mesmo ano.
O grande momento da carreira de Million veio nos Jogos Olímpicos de Sydney, em 2000, quando venceu a prova dos 5.000 m, depois de uma arrancada nos 200 m finais passando todos os líderes de uma corrida de ritmo geral lento. No ano seguinte, conquistou a medalha de prata no Mundial de Edmonton, no Canadá.
Nos últimos anos, diversas contusões causaram interrupções constantes em sua carreira, sem grandes resultados depois de Sydney, mas ele continua em atividade.